# 윤영무
윤영무(尹永武, 1956년 12월 24일 ~ )는 대한민국의 BBQ 부사장이다.

## 학력
- 건국대학교 언론홍보대학원 방송학 석사
- 건국대학교 정치외교학 학사

## 경력
- 1982년 : MBC 보도국 스포츠취재부 기자
- 1989년 : MBC 보도제작부 기자
- 1992년 : MBC 사회부 기자
- 1997년 : MBC 경제부 기자
- 2001년 : MBC 정보과학부 차장
- 2002년 : MBC 보도국 뉴스편집2부 부장
- 2011년 : MBC 심의평가부 심의위원
- 2011년 : 건국대학교 언론홍보대학원 동문회장
- 2011년 : MBC 용인드라미아 개발단장
- 2012년 : MBC 보도본부 특임국장
- 2012년 : MBC 뉴미디어뉴스국장
- 2021년 ~ : 한국신문방송인클럽 회장

## 저서
- 2002년 1월 28일 : 1원의 경제학
- 2003년 2월 10일 : 돈을 캐다
- 2003년 3월 25일 : 디지털 스파크(방송경제학)
- 2004년 6월 12일 : 대한민국에서 장남으로 살아가기
- 2007년 5월 15일 : 내 인생을 바꾼 선물
- 2008년 10월 29일 : 대한민국 남자는 무엇으로 사는가
- 2010년 2월 5일 : 나를 위한 잔소리

## 수상
- 1997년 : 한국방송대상 기자상
- 한국언론대상

## 진행

### 과거 텔레비전
- 경제매거진 (2000년 ~ 2001년)
- MBC 뉴스투데이 - 윤영무의 현장출동 (2003년)
- MBC 뉴스투데이 - 윤영무의 생활경제 (2003년)